# 구로사키촌 (나가사키현)
구로사키촌(黒崎村)은 나가사키현 니시소노기군에 있던 촌이다. 현재의 나가사키시에 해당한다.

## 지리
니시소노기 반도의 서남부에 위치하며, 서쪽의 해안선을 스모나다(고토나다)와 접하고 있다.

## 역사
- 1889년 4월 1일 - 정촌제 시행에 의해 니시소노기군 구로사키촌이 성립하였다.
- 1955년 2월 11일 - 고노우라촌과 합병해 소토메촌이 성립하여, 구로사키촌은 지자체로서 소멸하였다.

## 참고문헌
- 角川日本地名大辞典 42 長崎県
- 西彼杵郡現勢一班「黒崎村現勢内容」（1926年）国立国会図書館デジタルコレクション